# NCLEX-RN
NCLEX-RN(National Council Licensure EXamination-Registered Nurse) は、CAT（computer-adaptive test ）と呼ばれるテスト形式で行なわれる、アメリカ合衆国の正看護師資格試験である。
受験するためには、RNのライセンスを発行する州ならびにアメリカ合衆国の領土（アメリカ領サモア、グアム、北マリアナ諸島連邦、米領ヴァージン諸島やコロンビア特別区）の Board of Nursingに対して受験申請をする必要がある。
NCLEX-RN試験は National Council of State Boards of Nursing, Inc. (NCSBN) によって作成される。
試験は、アメリカ国内、もしくはアメリカ以外のNCLEX-RN試験を受験可能な国（日本、フィリピン、メキシコなど）のPearson VUEにて実施される。
テストはすべて英語で行なわれる。最低75問、最高265問出題され、制限時間は6時間である。
日本の看護師国家試験と違い、受験者の予定に合わせて受験予約が可能である。
現在、日本国内では東京と大阪にて受験可能である。

## 試験日・合格発表日
試験日
毎日。ただし希望する受験センターが予約可能な場合のみ。
合格発表
受験日後4週間以内に郵送で通知される。2010年5月現在、日本国内のテスト会場は東京と大阪で行われている。

## 試験の内容
試験の出題範囲がNCSBNから公開されている。
- Safe Effective Care Environment
  - Management of Care
  - Safety and Infection control|Infection Control
- Health Promotion and Maintenance
- Psychosocial Integrity
- Physiological Integrity
  - Basic Care and Comfort
  - Pharmacological and Parenteral Therapies
  - Reduction of Risk Potential
  - Physiological Adaptation

## 問題形式
ほとんどの問題は、多項選択式問題である。ただし、最近は複数選択問題、計算問題、優先順位を記述させる問題なども出題されるようになっている。

## 米国看護師ビザ手続きの停滞
2006年前後から2012年11月現在、米国では外国人看護師用のビザが極めて取得困難になっており、将来的に解決の見通しも立っていない。